# 1471 en santé et médecine
| Années de la santé et de la médecine : 1468 - 1469 - 1470 - 1471 - 1472 - 1473 - 1474    |
| Décennies de la santé et de la médecine : 1440 - 1450 - 1460 - 1470 - 1480 - 1490 - 1500 |

Cet article présente les faits marquants de l'année 1471 en santé et médecine.

## Événements
- Reconstruction de l'hôpital du Saint-Esprit de Sassia à Rome, ordonnée par le pape Sixte IV à la suite de sa destruction par un incendie[1].
- Fondation d'un lazaret dans l'île de Majorque, sur le modèle du Lazzaretto Nuovo de Venise créé en 1468[2].
- Aménagement des bains de Brigerbad dans le Valais[3].

## Publications

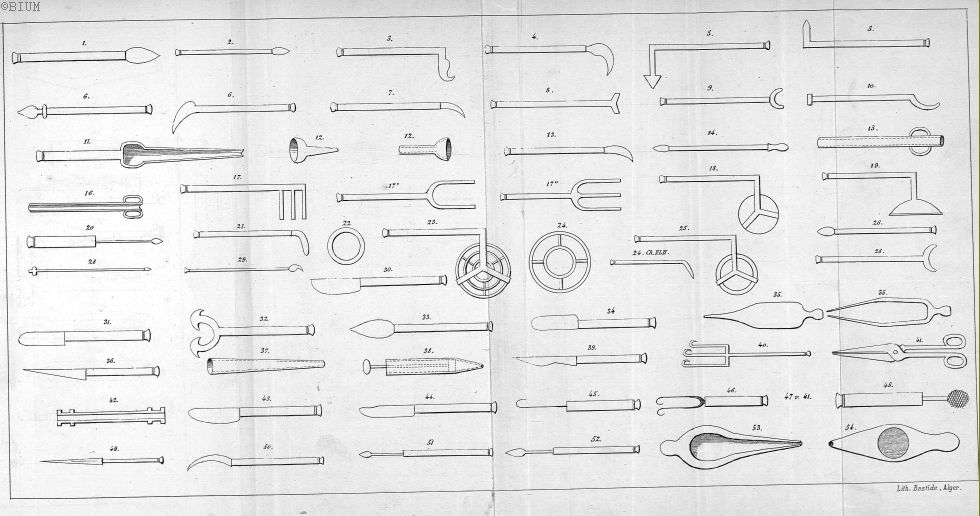
Abulcassis, Instruments de chirurgie

- Première édition de l’Antidotaire Nicolas, de Nicolas Myrepsos (XIIIe siècle), reconnu comme Codex pharmaceuticus par la faculté de médecine de Paris jusqu'en 1651[5].
- Première édition, chez Nicolas Jenson à Venise, du vingt-huitième livre, sur « l'amélioration des médicaments, le brûlage des pierres minérales et ses vertus médicinales », de l’Al-Tasrif d'Aboulcassis (940-1013), traduit en hébreu, puis en latin à la fin du XIIIe siècle sous le titre de Liber Servitoris[6],[4].
- Premières éditions à Venise de l'Antidotaire Mésué, de Mésué le Jeune († 1015), dont l'une avec un commentaire de Pierre d'Abano[7].
- Première édition à Augsbourg des Ruralium commodorum libri XII, composés entre 1304 et 1309 par Pietro de' Crescenzi (1230-1320) et dont le livre VI contient la description de plus de cent trente plantes médicinales ou alimentaires[8].

## Naissances
- Symphorien Champier (mort en 1538), médecin lyonnais.
- Ambrosius Jung (pl) (mort en 1534), médecin d'Augsbourg, fils de Johann Ambrosius († 1515), auteur avec son père d'un traité intitulé De morbo mal de Franco, imprimé pour la première fois à Augsbourg en 1497[9].